# Улмі (комуна, Джурджу)
Улмі (рум. Ulmi) — комуна у повіті Джурджу в Румунії. До складу комуни входять такі села (дані про населення за 2002 рік):
- Ікоана (1030 осіб)
- Гіоня (556 осіб)
- Дрегеняска (618 осіб)
- Кесчоареле (258 осіб)
- Моштень (479 осіб)
- Поєнарі (1003 особи)
- Трестієнь (2625 осіб)
- Улмі (1155 осіб)

Комуна розташована на відстані 25 км на захід від Бухареста, 66 км на північ від Джурджу, 130 км на південь від Брашова.

## Населення
За даними перепису населення 2002 року у комуні проживали 7724 особи.
Національний склад населення комуни:
| Національність            | Кількість осіб | Відсоток |
| ------------------------- | -------------- | -------- |
| румуни                    | 7709           | 99,8%    |
| цигани                    | 7              | 0,1%     |
| українці                  | 2              | < 0,1%   |
| угорці                    | 1              | < 0,1%   |
| німці                     | 1              | < 0,1%   |
| росіяни-липовани          | 1              | < 0,1%   |
| не вказали національність | 1              | < 0,1%   |

Рідною мовою назвали:
| Мова                  | Кількість осіб | Відсоток |
| --------------------- | -------------- | -------- |
| румунська             | 7709           | 99,8%    |
| циганська             | 7              | 0,1%     |
| українська            | 2              | < 0,1%   |
| угорська              | 1              | < 0,1%   |
| російська             | 1              | < 0,1%   |
| не вказали рідну мову | 1              | < 0,1%   |

Склад населення комуни за віросповіданням:
| Релігія                                       | Кількість осіб | Відсоток |
| --------------------------------------------- | -------------- | -------- |
| православні                                   | 7642           | 98,9%    |
| адвентисти                                    | 26             | 0,3%     |
| бретрени                                      | 18             | 0,2%     |
| лютерани                                      | 17             | 0,2%     |
| п'ятдесятники                                 | 10             | 0,1%     |
| римо-католики                                 | 8              | 0,1%     |
| лютерани (Синодально-пресвітеріанська церква) | 2              | < 0,1%   |
| не вказали релігію                            | 1              | < 0,1%   |

## Зовнішні посилання
- Дані про комуну Улмі на сайті Ghidul Primăriilor